# Mette Bluhme Rieck
Mette Bluhme Rieck (født 1. november 1982 i Alslev) er en dansk journalist og tv-vært. 

## Historie
Mette Bluhme Rieck er student fra Varde Gymnasium. Fra 2003 til 2006 læste hun HA i organisation og ledelse fra Roskilde Universitet. Derefter forsatte hun på Danmarks Medie- og Journalisthøjskole, hvor hun i 2010 blev uddannet journalist.
Under sin praktikperiode som journalist, blev Mette Bluhme Rieck i 2008 ansat hos DR. Her har hun siden været ansat, blandt andet som vært hos DR Sporten, Guld i Købstederne, Danmarks næste klassiker og Aftenshowet.

## Privat
Mette Bluhme er bosat på Islands Brygge sammen med kæresten Kasper Nielsen. De mødtes under optagelserne til Guld i Købstederne, hvor hun var vært og han var vurderingsekspert. De fik deres første barn, Viggo, i juni 2018, da hun fødte en dreng ved kejsersnit.